# 난 도라에몽
난 도라에몽은 오오야마 노부요가 부른 도라에몽 주제가이다. 1979년 10월 1일부터 1981년 9월 27일까지 간토 방영판 TV아사히 도라에몽의 오프닝에 사용되었다. 1995년부터 2002년까지 편곡하여 엔딩으로 사용했다.

## 난 도라에몽 역사

### TV애니메이션
- 1979년 10월 1일 ~ 1981년 9월 27일 간토 방영판 도라에몽 오프닝
- 1995년 4월 1일 ~ 2002년 9월 20일 도라에몽 엔딩

### 극장판
- 1979년 도라에몽 노비타의 공룡 오프닝

## 대한민국에서의 사용
대한민국에서는 도라에몽 11기부터 오프닝으로 쓰고 있다. 쓰고 있는 버전은 1995년 엔딩 버전이다.